# Catch the Catch
Catch the Catch è il primo album in studio della cantante tedesca C. C. Catch, pubblicato nel 1986.

## Tracce
1. 'Cause You Are Young (Maxi-Version) – 4:44
2. I Can Lose My Heart Tonight (Maxi-Version) – 5:53
3. You Shot a Hole in My Soul (Maxi-Version) – 5:15
4. One Night's Not Enough – 3:22
5. Strangers by Night (Maxi-Version) – 5:44
6. Stay (Maxi-Version) – 5:48
7. Jump in My Car (Maxi-Version) – 4:35
8. You Can Be My Lucky Star Tonight (Maxi-Version) – 5:17